# La Vispesa
La Vispesa est un site archéologique de la période ibérique situé dans la municipalité de Tamarite de Litera dans la province de Huesca,.

## Historique
Le site conserve des vestiges de maisons ibériques du IIIe siècle av. J.-C. qui fut habité jusqu'au  IIe siècle apr. J.-C. par le peuple des Ilergetes. C'était une zone desservie par la voie romaine qui reliait Llerda-Osca (Lérida-Huesca).

## Stèle de La Vispesa

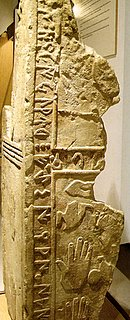
Stèle de La Vispesa

Sur ce site, on a trouvé une citerne pour stocker l'eau, des restes de mosaïques romaines et la Stèle de la Vispesa, qui est un monument commémoratif de la période ibérique (350-50 av. J.-C.), réalisé en grès, qui raconte un épisode de guerre.
Aujourd'hui, il se trouve au Museo de Huesca (es). En raison de la forme de la seule pièce retrouvée, la stèle repose sur le côté le plus large. Cependant, il a été souligné qu'il devrait être affiché tourné de 180 degrés par rapport à la position actuelle, afin que l'inscription centrale soit lue correctement. Les parties conservées mettent en valeur la représentation en relief d'un bouclier et d'une lance illégitimes, des figures de cadavres mutilés et d'un griffon dans une attitude de dévorer l'un des fragments. Le monument est de nature commémorative plutôt que funéraire et dut avoir été érigé en l'honneur du dieu Neitin auquel fait allusion l'inscription en Écriture ibérique nord-orientale.
Selon Ignasi Garcés, l'inscription se lit comme suit : 
| a | ta · n · o · ŕ · ke · i · ke · l · a · u · r                 | ]tan : oŕkeikelaur.        |
| b | ś · ke · ŕ · e · ki · s · i · ŕ · a · n · n · e · i · ti · n | ]śkeŕ : ekisiŕan : neitin[ |